# Bergbaufolgelandschaft Bluno
Bergbaufolgelandschaft Bluno este o arie protejată (arie specială de conservare — SAC, sit de importanță comunitară — SCI) din Germania întinsă pe o suprafață de 803 ha, integral pe uscat.

## Localizare
Centrul sitului Bergbaufolgelandschaft Bluno este situat la coordonatele 51°30′20″N 14°13′05″E / 51.5056°N 14.2181°E.

## Înființare
Situl Bergbaufolgelandschaft Bluno a fost declarat sit de importanță comunitară în iunie 2002 pentru a proteja 2 specii de animale. Situl a fost protejat și ca arie specială de conservare în aprilie 2011.

## Biodiversitate
Situată în ecoregiunea continentală, aria protejată conține 1 habitat natural: Ape stătătoare oligotrofe până la mezotrofe, cu vegetație de Littorelletea uniflorae și/sau de Isoëto-Nanojuncetea.
La baza desemnării sitului se află mai multe specii protejate de  mamifere (2): lupul (Canis lupus), liliac comun (Myotis myotis)